# 相島敏夫
相島 敏夫（あいじま としお、1905年9月14日 - 1973年2月17日）は、科学ジャーナリスト、科学解説者。

## 略歴
東京都出身。1931年、東京帝国大学工学部冶金学科卒業。同年、朝日新聞社に入社し、1943年に日本出版会に転出するまで学芸部記者を務めた。
日本出版会雑誌第一課長、日本出版協会雑誌課長、事務局次長などを経て、1949年に法政大学出版局長。
のち、科学評論家・解説者としてラジオ・テレビなどで活躍。1966年、科学技術庁長官賞受賞。1968年、NHK放送文化賞を受賞。 

## 著書
- 『こんなことがまだわからない : 科学を困らす24のナゾ』（丹羽小弥太共著、講談社、ブルー・バックス） 1964
- 『新しい科学の勝利』（榎本菊雄共著、黎明書房、少年少女東京オリンピック全集 4） 1965
- 『生命のふしぎ』（主婦の友社編、監修、主婦の友社、ジュニア図鑑百科グロブラマ） 1968
- 『世界の探検』（主婦の友社編、監修、主婦の友社、ジュニア図鑑百科グロブラマ） 1968
- 『学習人名事典』（編、石井健之等絵、世界文化社、カラー図鑑百科） 1969
- 『月を歩いた二時間十五分』（ポプラ社、人類の記録シリーズ） 1969
- 『理科なぞなぞえほん』（指導、久里洋二絵、講談社、講談社の英才教育シリーズ） 1970
- 『21世紀へのかけ橋』（餌取章男共著、ポプラ社、人類の記録シリーズ） 1970
- 『なんでも世界一相談室』（共監修、高橋タクミ等絵、集英社、学習漫画なぜなぜこども相談室） 1972
- 『くらしの相談室』（監修他、集英社、学習漫画なぜなぜこども相談室） 1972
- 『学習漫画 からだの相談室』（監修、集英社、学習漫画なぜなぜこども相談室） 1972
- 『生物の相談室』（なだいなだ等監修、集英社、学習漫画なぜなぜこども相談室） 1972
- 『理科の相談室』（監修、集英社、学習漫画なぜなぜこども相談室） 1972
- 『大自然の相談室』（監修、集英社、学習漫画なぜなぜこども相談室） 1972
- 『なぜなに学習図鑑 21』（日下実男共著、小学館） 1973

## 出演
- 全国こども電話相談室

他多数